# Гудмейз (станція)
51°33′56″ пн. ш. 0°06′39″ сх. д. / 51.5655° пн. ш. 0.1109° сх. д.
Гудмейз (англ. Goodmayes) — залізнична станція на залізниці Great Eastern Main Line обслуговує квартал Гудмейз, лондонське боро Редбридж, Східний Лондон. Розташована за 14.9 км від станції Ліверпуль-стріт. Тарифна зона — 4. Пасажирообіг за 2017 рік — 3.845 млн.
Станцію було відкрито в 1901 році на залізниці Great Eastern Railway. Станція на початок 2018 року є під орудою TfL Rail, з 2019 — Crossrail, зі станції потягами можна буде дістатися до станцій в центрі Лондона, а також до Редінга та аеропорту Лондон-Хітроу

## Пересадки
- На автобуси операторів London Buses №364 та East London Transit №EL3[6]